# Ekayana
Ekayana är ett begrepp inom mahayanabuddhismen som bokstavligen betyder "en vagn". "Vagn" syftar på den "vagn" som transporterar medvetna varelser från samsara till nirvana.
Tron om att det enbart finns en vagn (ekayana), istället för tre (sravakayana, bodhisattvayana och pratyekabuddhayana), kommer från ett antal mahayanasutror, till exempel Lotussutran. I Lotussutran förklarar Buddha att de tre vagnarna var provisoriska läror ämnade att leda alla medvetna varelser till buddhismen. De som följde eller följer de provisoriska vagnarna skulle enligt denna föreställning förr eller senare ledas mot buddhaskap. Det finns därmed enbart en vagn enligt Lotussutran: buddhavagnen.
Alla mahayanska sutror menar dock inte att alla medvetna varelser kommer att bli buddhor. Ett exempel på en sådan mahayanasutra är Saṃdhinirmocanasūtra, som menar att de som följer sravakayana eller pratyekabuddhayana kommer att bli arhanter, men inte fortsätta till buddhaskap. Denna åsikt hölls även av välkända buddhistiska tänkare, såsom Asanga, en av grundarna av den mahayanska filosofiska skolan yogacara. Enligt Lotussutran hade dock Buddha sagt att även lärorna från dessa sutror var provisoriska.
Enligt Avatmasakasutran är dock ekayana en separat och överlägsen vagn från de andra vagnarna.